# Maison de la Baie - Relais de Courtils
La Maison de la Baie - Relais de Courtils, était un centre d’interprétation ouvert en 1995 à Courtils qui présentait le processus de formation de la baie du mont Saint-Michel  au cours des millénaires et son ensablement progressif. Elle permettait ainsi de comprendre les travaux menés pour préserver l’insularité du Mont Saint-Michel. Le centre a été fermé en 2010.

## Présentation
La Maison de la Baie – Relais de Courtils était un équipement du réseau départemental des sites et musées de la Manche mis en place et géré par le conseil général.
Depuis le début des années 1990, le conseil général de la Manche mène une démarche d'aménagement du territoire de la baie du mont Saint-Michel au travers d'une politique de préservation patrimoniale et de valorisation touristique. Il s'agit ainsi, dans le cadre d'une « opération Grand Site » complétée d'une « gestion intégrée de la zone côtière » portées par une association interdépartementale Manche-Ille-et-Vilaine d'assurer la protection des paysages et des milieux naturels de la baie du Mont Saint-Michel de favoriser un développement touristique durable du territoire.
Un exemple de cette politique de développement est le concept de « maison de la Baie ». La première maison de site fut celle de Genêts en 1989, la seconde ouvre ses portes à Courtils en 1995, et la troisième à Vains en 2001. Une cohérence et une complémentarité entre ces aménagements est le fil conducteur de ce concept. Chaque relais aborde une thématique particulière de la Baie, sous forme muséographique. 
Insuffisamment fréquentée, la maison de la Baie de Courtils est fermée en 2010.